# Wołżskij (obwód niżnonowogrodzki)
Wołżskij (ros. Волжский) – osiedle w Rosji, w obwodzie niżnonowogrodzkim, w rejonie kstowskim. W 2010 liczyło 840 mieszkańców.